# 羅茲基什內 (盧漢斯克區)
48°29′32″N 39°16′19″E / 48.49222°N 39.27194°E
羅茲基什内（烏克蘭語：Розкішне）是位於烏克蘭東部的村莊，由盧甘斯克州卢甘斯克区的卢汉斯克市镇負責管轄。該村始建於1965年，面積5.7平方公里，海拔高度56米，2001年人口6,482，人口密度每平方公里1,137.8人。